# Marcos Martínez Barazón
Martín Marcos Martínez Barazón (Sariegos, 1957) es un político español que ha desempeñado toda su trayectoria en la provincia de León. Es alcalde de Cuadros.

## Carrera política
Nacido en la localidad de Sariegos, se licenció en Ingeniería Técnica Agrícola por la Universidad de León en 1985 y  ejerció como funcionario de Justicia en Valencia de Don Juan y León.
En las elecciones municipales de España de 1991 fue elegido alcalde en Cuadros, cargo que ostenta en la actualidad. Tras las elecciones municipales de España de 2007 fue nombrado diputado provincial, siendo elegido Vicepresidente primero y Diputado Delegado de la Presidencia para Educación y Apoyo a la Emigración en el gobierno presidido por Isabel Carrasco, cargo que mantuvo como hombre de confianza de la presidenta durante toda la etapa. Fue también presidente del Instituto Leonés de Cultura. Tras el asesinato de esta el 12 de mayo de 2014, es nombrado Presidente en funciones, siendo elegido Presidente de la Diputación Provincial de León el 30 de mayo de 2014.
Desde este puesto ha reivindicado la labor de Carrasco frente a las críticas vertidas hacia esta por su gestión, que incluyó numerosas acusaciones de presunta corrupción, entre otros por dietas cobradas por su cargo de consejera de Caja España o por irregularidades en diversas oposiciones, nunca aclaradas. Asimismo, personó a la Diputación como acusación particular en el caso por el asesinato de su expresidenta, posibilidad esta última rechazada por el juez instructor. En este mismo contexto, hizo entrega en julio de 2014 de la Medalla de Oro de la provincia de León a título póstumo a su antecesora Isabel Carrasco, reconocimiento que promovió con el apoyo unánime de todos los grupos políticos, pero también con un sonoro rechazo de una buena parte de la ciudadanía, que acusaba a la finada presidenta de prácticas caciquiles.

## Implicación en la Operación Púnica
El 27 de octubre de 2014 fue detenido por la Guardia Civil en el marco de la llamada Operación Púnica, acusado de varios delitos (seis en total), entre otros cohecho, blanqueo de dinero o tráfico de influencias. Ese mismo día, y tal y como anunció Esteban González Pons, fue suspendido de militancia en el Partido Popular, a la espera de que dimitiera de sus cargos como le exigió el mismo partido, algo que en la actualidad aún no se ha producido.
Trasladado a la Comandancia de la Guardia Civil de León, recibió un presunto trato de favor por parte del cuerpo al permanecer durante su detención no en un calabozo, como es habitual, sino en el Pabellón de Oficiales. Esa misma tarde, asimismo, fue trasladado por orden del Magistrado de la Audiencia Nacional Eloy Velasco al cuartel de la localidad madrileña de Tres Cantos para pasar a disposición judicial.
Tras su comparecencia ante el juez, en que negó cualquier tipo de implicación en el caso, este decretó su prisión incondicional y sin fianza, siendo trasladado en octubre de 2014 a la prisión madrileña de Soto del Real, desde donde sería trasladado a la prisión de Navalcarnero con el fin de evitar la coincidencia en el espacio con otros acusados en la misma trama. En diciembre de 2014 sale tras abonar la fianza impuesta por el juez de la Audiencia Nacional Eloy Velasco.
El 30 de mayo de 2023, la Audiencia Nacional lo absuelve de los delitos que conllevan prisión y lo condena a una pena de inhabilitación de ocho años y medio por un delito continuado de prevaricación, pero podrá volver a tomar posesión de su cargo como alcalde de la localidad de Cuadros al recurrir al Tribunal Supremo.